# Godiva quadricolor
Godiva quadricolor (Barnard, 1927) è un mollusco nudibranchio della famiglia Myrrhinidae.

## Biologia
Si nutre di altri nudibranchi.